# Espelkamp
Espelkamp är en stad i den tyska delstaten Nordrhein-Westfalen. Staden är belägen cirka 40 kilometer öster om Osnabrück vid den betydelsefulla Mittellandkanal, där staden har en industrihamn. Espelkamp har cirka 25 000 invånare, på en yta av 84 kvadratkilometer.
Staden grundades 1229 av dåvarande biskopen av Minden och fick 1959 sina stadsrättigheter.
Under andra världskriget användes området vid staden som ammunitionslager och avsikten var att totalt förstöra lagret, men genom ingripanden från präster i den Evangelisk Lutherska Kyrkan, och en grupp mennoniter från USA, förhindrades det. Anläggningarna kunde i stället användas som tak över huvudet för flyktingar, som saknade bostad. En av prästerna var den svenske kyrkoherden Birger Forell, som lämnat sin prästtjänst i Borås för att arbeta med flyktingfrågor i norra Tyskland.
Under 2000-talet har många mennoniter från Ryssland flyttat till Espelkamp. Den mennonitförsamling som blev kvar när de flesta amerikaner som hjälpt till att återuppbygga staden efter andra världskriget lämnade staden, växte på 15 år till sju bönehus och flera mennonitiska församlingar med olika inriktningar.
Staden har en stor politisk majoritet för det konservativa CDU (Kristdemokratiska Unionen) efter kommunalvalen 2004.

## Vänorter
- Angermünde, Brandenburg, Tyskland
- Borås, Sverige
- Nagykörös, Ungern
- Torgelow, Mecklenburg-Vorpommern, Tyskland